# Vlademir
Vlademir Jerônimo Barreto (* 1. Oktober 1979 in Santo André, Brasilien), genannt Vlademir, ist ein ehemaliger brasilianischer Fußballspieler. Er ist der Bruder des deutsch-brasilianischen Fußballspielers Cacau.

## Karriere
Vlademir begann seine Karriere 1998 beim Independente FC und wechselte ein Jahr später zum CA Linense.
Nach einer weiteren Station beim Rio Claro FC kam er im Mai 2003 nach Deutschland und hielt sich beim Ex-Klub seines Bruders, dem SV Türk Gücü München, fit Trotz mehrerer Angebote von anderen Vereinen wechselte Vlademir unter der Begründung, dass „mein Bruder mir nur Positives über den Club berichtet hat“ und er sich „freue, dass dieser Traditionsverein mir die Möglichkeit gibt, mich in Deutschland zu beweisen“, zum 1. FC Nürnberg.
Er erhielt die Rückennummer 13, nachdem Rafael, dem es eigentlich zustand, „großzügig“ darauf verzichtete und somit Vlademirs Wunsch in Erfüllung ging, die Rückennummer seines Bruders zu erben. Doch schon kurz nach Saisonbeginn bekam Vlademir von Trainer Wolfgang Wolf Kritik wegen seiner Trainingsleistungen. Infolgedessen wurde er sowohl aus der ersten, als auch aus der zweiten Mannschaft des Clubs aussortiert. 
Dennoch kam er zu einem Zweitligaspiel am 34. Spieltag bei der 0:2-Niederlage gegen Rot Weiss Ahlen, als er in der 74. Minute für Lawrence Aidoo eingewechselt wurde. Außerdem war er noch bei der 7:8-Niederlage n. E. in der 2. Runde des DFB-Pokals gegen den FC Bayern München im Einsatz.
Am Ende der Saison verließ er den Klub und schloss sich am 9. August 2004 dem türkischen Erstligisten Akçaabat Sebatspor an. Am 5. Dezember 2004 debütierte Vlademir bei der 4:6-Niederlage gegen Gaziantepspor, als er in der 70. Minute für Bayram Toysal eingewechselt wurde und neun Minuten später ein Tor zum zwischenzeitlichen 3:5 erzielte. Vlademir konnte sich jedoch nicht durchsetzen; er kam nur noch auf zwei weitere Partien in der Liga und einem Spiel im türkischen Pokal gegen Kayseri Erciyesspor (2:3).
Daher verließ er den Klub am Saisonende wieder und blieb zunächst vereinslos. Zur Saison 2006 wechselte er zum Paulista FC. Hier blieb Vlademir bis zum Saisonende 2007. Zur Saison 2008 wechselte der Mittelfeldspieler in den Amateurbereich und ging zum Cardoso Moreira FC, den er aber noch im selben Jahr verließ und nach Deutschland zum SV Eidelstedt zurückkehrte. Auch den SVE verließ er im Jahr 2009.
Aktuell lebt und arbeitet Vlademir in Brasilien.

## Erfolge
FC Nürnberg
- Aufstieg in die Bundesliga: 2004